# Вільна абелева група
Вільна абелева група — абелева група, кожен елемент якої може бути однозначно представлений у вигляді лінійної комбінації елементів деякої множини  з цілочисловими коефіцієнтами. Як і у випадку з векторними просторами, дану множину називають базисом.
Вільні абелеві групи не є вільними групами, за винятком циклічної групи і тривіальної групи, що складається з одного елемента.

## Властивості
- Будь-які два базиси вільних абелевих груп є рівнопотужними. Потужність базису  вільної абелевої групи називається рангом абелевої групи.
- Для довільного кардинального числа {\displaystyle \kappa \,}  існує  вільна абелева група рангу {\displaystyle \kappa \,}.
- Нехай {\displaystyle \ G} — вільна абелева група і {\displaystyle \ A} — абелева група. Якщо існує епіморфізм {\displaystyle \ h\colon A\to G}, то існує підгрупа {\displaystyle \ F} групи {\displaystyle \ A} ізоморфна групі {\displaystyle \ G} така, що {\displaystyle A=F\oplus \ker h}.
- Будь-яка абелева група {\displaystyle \ A} гомоморфним образом вільної абелевої групи. Крім того, якщо група {\displaystyle A\,} має множину генераторів потужності {\displaystyle ~\kappa } то вона є гомоморфним образом вільної абелевої групи рангу {\displaystyle \kappa \,}. Як наслідок будь-яка абелева група ізоморфна факторгрупі вільної абелевої групи.
- Підгрупа вільної абелевої групи теж є вільною абелевою групою.

### Скінченнопороджені вільні абелеві групи
У випадку скінченнопородженої вільної абелевої групи (ранг якої є деяким натуральним числом) можна дати повнішу характеристику підгруп. Нехай {\displaystyle \ A} — вільна абелева група зі скінченним рангом n. Тоді підгрупа {\displaystyle \ H} цієї групи є вільною абелевою групою рангу {\displaystyle s\leqslant n} і можна вибрати такий базис {\displaystyle x_{1},\ldots ,x_{n}} групи {\displaystyle \ A} і натуральні числа {\displaystyle m_{i},~i=1,\ldots ,s,} що
- Множина {\displaystyle m_{1}x_{1},\ldots ,m_{s}x_{s}} є базисом підгрупи {\displaystyle \ H;}
- {\displaystyle m_{i}} ділиться на {\displaystyle m_{i-1}} для всіх {\displaystyle i=2,\ldots ,s.}

#### Доведення
Якщо {\displaystyle \ A} є групою рангу 1, тобто нескінченною циклічною групою, то твердження одержується із характеристики підгруп циклічних груп. За індукцією припустимо, що твердження доведено для всіх вільних абелевих груп рангу менше n і {\displaystyle \ A} є вільною абелевою групою рангу n. Для кожного базису {\displaystyle x_{1},\ldots ,x_{n}} і елемента {\displaystyle a\in \ A} у єдиний спосіб можна записати {\displaystyle a=a_{1}x_{1}+a_{2}x_{2}+\ldots a_{n}x_{n}} де всі {\displaystyle a_{i}}  є цілими числами.
Нехай тепер {\displaystyle \ H} є підгрупою групи {\displaystyle \ A} і  {\displaystyle m} є мінімальним додатним цілим числом серед тих, що є коефіцієнтами у записі будь-якого елемента {\displaystyle h\in \ H} через будь-який базис {\displaystyle x_{1},\ldots ,x_{n}} групи {\displaystyle \ A}. Якщо перепозначити елементи і індекси базису можна записати:
{\textstyle h=mx_{1}+a_{2}x_{2}+\ldots a_{n}x_{n}}
Також 
{\displaystyle a_{i}=md_{i}+r_{i},\quad 0\leqslant r_{i}<m,}  для {\displaystyle i\in \{2,\ldots ,n\}.}
Якщо позначити {\displaystyle y_{1}=x_{1}+d_{2}x_{2}+\ldots +d_{n}x_{n}} то {\displaystyle y_{1},x_{2},\ldots ,x_{n}} є базисом групи {\displaystyle \ A} і
{\textstyle h=my_{1}+r_{2}x_{2}+\ldots r_{n}x_{n}}
Згідно вибору числа  {\displaystyle m} тоді всі {\textstyle r_{i}=0} і {\textstyle h=my_{1}.}
Нехай тепер {\displaystyle \ H_{1}} позначає циклічну групу породжену елементом {\textstyle h} і {\displaystyle \ H_{2}} є підгрупою {\displaystyle \ H} елементи якої записуються як комбінації елементів {\displaystyle x_{2},\ldots ,x_{n}} базису. Тоді {\displaystyle H_{1}\cap H_{2}=\{0\}.}
Оскільки {\displaystyle y_{1},x_{2},\ldots ,x_{n}}  є базисом групи {\displaystyle \ A}, то довільний елемент {\displaystyle k\in \ H} є рівним 
{\textstyle k=b_{1}y_{1}+b_{2}x_{2}+\ldots b_{n}x_{n}}
Елемент {\textstyle k=b_{1}y_{1}+b_{2}x_{2}+\ldots b_{n}x_{n}}
Якщо {\displaystyle b_{1}=md+r} для {\displaystyle d,r\in \mathbb {Z} ,\ 0\leqslant r<m,} то елемент {\displaystyle k-dh=k-dmy_{1}\in H} записується через базис {\displaystyle y_{1},x_{2},\ldots ,x_{n}} як 
{\displaystyle k-dh=ry_{1}+b_{2}x_{2}+\ldots b_{n}x_{n}}
і тому {\displaystyle r=0} і відповідно {\displaystyle b_{1}=md,} а тому {\displaystyle b_{1}y_{1}=mdy_{1}=dh\in H_{1}.} Відповідно кожен елемент {\displaystyle k\in \ H} є рівним сумі {\displaystyle k_{1}+k_{2}}, де {\displaystyle k_{1}\in \ H_{1}} і {\displaystyle k_{2}\in \ H_{2}.}
Група {\displaystyle \ A_{2}} — підгрупа {\displaystyle \ A} породжена елементами {\displaystyle x_{2},\ldots ,x_{n}} базису є вільною групою рангу n - 1 і {\displaystyle \ H_{2}} є підгрупою у {\displaystyle \ A_{2}}. Згідно припущення індукції {\displaystyle \ H_{2}} є вільною групою деякого рангу s - 1 і існує базис {\displaystyle y_{2},\ldots ,y_{n}} групи {\displaystyle \ A_{2}} і числа {\displaystyle m_{i},~i=2,\ldots ,s,} що {\displaystyle m_{2}y_{2},\ldots ,m_{s}y_{s}} є базисом групи {\displaystyle \ H_{2}} і {\displaystyle m_{i}} ділиться на {\displaystyle m_{i-1}} для всіх {\displaystyle i=3,\ldots ,s.} Тоді {\displaystyle y_{1},y_{2},\ldots ,y_{n}} є базисом групи {\displaystyle \ A}, а {\displaystyle my_{1},m_{2}y_{2},\ldots ,m_{s}y_{s}} є базисом групи {\displaystyle \ H.} Також {\displaystyle m} ділить {\displaystyle m_{2}}. Справді, якщо {\displaystyle m_{2}=md+r}, для {\displaystyle d,r\in \mathbb {Z} ,\ 0\leqslant r<m,} то у базисі {\displaystyle y_{1}+dy_{2},y_{2},\ldots ,y_{n}} елемент {\displaystyle my_{1}+m_{2}y_{2}\in H} записується як {\displaystyle m(y_{1}+dy_{2})+ry_{2}.} Із мінімальності {\displaystyle m} випливає, що {\displaystyle r=0} і {\displaystyle m_{2}=md.}
Відповідно базис {\displaystyle y_{1},y_{2},\ldots ,y_{n}} групи {\displaystyle \ A} і числа {\displaystyle m=m_{1},m_{2},\ldots ,m_{s}} (для яких {\displaystyle m_{1}y_{1},m_{2}y_{2},\ldots ,m_{s}y_{s}} є базисом) задовільняють умови твердження.

## Приклади
- Група {\displaystyle \mathbb {Z} ^{+}} цілих чисел з додаванням. Базисом цієї групи може бути одна з множин {\displaystyle \{1\},\{-1\}\,}.
- Адитивна група  кільця многочленів з цілими коефіцієнтами. Базисом цієї групи є, наприклад множина {\displaystyle \ \{1,x,x^{2},x^{3},\ldots \}}.